# ابو فرج
ابو فرج (به عربی: أبو فرج) یک روستا در سوریه است که در ناحیه سلحب واقع شده‌است. ابو فرج ۸۳۴ نفر جمعیت دارد.